# Rowan Barrett
Rowan Art Barrett (* 24. November 1972 in Scarborough) ist ein kanadischer Basketballfunktionär und ehemaliger -spieler.

## Werdegang

### Spieler
Barrett ist jamaikanischer Abstammung. Er spielte als Schüler in Toronto Basketball am West Hill Collegiate Institute, mit dessen Mannschaft er 1990 kanadischer Jugendmeister wurde. Er ging ins Nachbarland. In den Vereinigten Staaten studierte Barrett an der St. John’s University und war zwischen 1992 und 1996 Mitglied der Basketball-Hochschulmannschaft.
Seine Laufbahn als Berufsbasketballspieler begann der Kanadier beim spanischen Zweitligisten CB Lucentum Alicante, für den er im Laufe des Spieljahres 1997/98 im Durchschnitt 17,3 Punkte je Begegnung erzielte. 2001 wurde er mit Keravnos Nikosia zyprischer Meister und trat mit der Mannschaft während der Saison 2000/01 auch im Europapokalwettbewerb Saporta Cup an, in dem Barrett in 13 Einsätzen einen Punktemittelwert von 23,7 erreichte.
In seinen beiden Spieljahren in Israel (2001/02 und 2002/03) erreichte der Kanadier ebenfalls Werte von mehr als 20 Punkten je Begegnung, während der Saison 2001/02 kam er in 13 Spielen für Maccabi Rischon LeZion auf 25,5 Punkte je Einsatz.
In Frankreich gewann Barrett mit JDA Dijon im Jahr 2004 den Ligapokal Semaine des As. Mit Dijon (FIBA Europe Cup und FIBA Europe League) sowie später mit Pallacanestro Cantù und ASVEL Lyon-Villeurbanne (jeweils Eurocup) sammelte er weitere Europapokal-Erfahrung.

#### Nationalmannschaft
Barrett nahm mit Kanadas Auswahl 1991 an der Junioren-Weltmeisterschaft teil. Im Erwachsenenbereich bestritt er mit der Nationalmannschaft mehrere große Turniere, darunter die Olympischen Sommerspiele 2000, die Weltmeisterschaften 1998 und 2002. Medaillen gewann er mit Kanada bei der Sommer-Universiade 1993 (Silber) und 1995 (Bronze) sowie bei der Amerikameisterschaft 1999 (Silber). Barrett war Spielführer der kanadischen Mannschaft bei den Olympischen Spielen 2000. Er kam auf insgesamt 115 Länderspiele.

### Funktionär
Nachdem sich Barrett im Anschluss an seine Zeit als Basketballspieler unter anderem im Bankwesen sowie als Fernsehkommentator betätigt hatte, trat er im Mai 2012 eine Stelle beim kanadischen Basketballverband an. Er war Vizepräsident sowie Assistent von Manager Steve Nash und brachte mehrere Nachwuchsförderprogramme auf den Weg. In Barretts Amtszeit und Zuständigkeitsbereich fiel die erste kanadische Goldmedaille bei einer Junioren-WM (2017 im Altersbereich U19), zu der sein Sohn R. J. Barrett als Spieler entscheidend beitrug.
Im März 2019 wurde Barrett Nashs Nachfolger als hauptverantwortlicher Manager der kanadischen Herrennationalmannschaft.

## Persönliches
Sein Sohn R. J. Barrett wurde Berufsbasketballspieler. Dessen jüngerer Bruder Nathan, der ebenfalls Basketball als Leistungssport betrieb, starb im März 2024.